# Liste der Monuments historiques in Ors
Die Liste der Monuments historiques in Ors führt die Monuments historiques in der französischen Gemeinde Ors auf.

## Liste der Bauwerke
| Bezeichnung | Beschreibung | Standort                  | Kennzeichnung | Schutzstatus | Datum | Bild |
| ----------- | ------------ | ------------------------- | ------------- | ------------ | ----- | ---- |
| Motte       |              | (Lage)                    | PA00125632    | Inscrit      | 1993  |      |
| Polissoir   |              | Grand Bois Lévêque (Lage) | PA00107770    | Inscrit      | 1980  |      |